# یویا اوساکو
یویا اوساکو (انگلیسی: Yuya Osako؛ زادهٔ ۱۸ مهٔ ۱۹۹۰) یک بازیکن فوتبال اهل ژاپن است.که در باشگاه فوتبال ویسل کوبه ژاپن بازی می‌کند.
وی همچنین در تیم ملی فوتبال ژاپن ۵۷ بازی و ۲۵ گل به ثمر رسانده است.